# La Paz (Leyte)
La Paz es un municipio de 5.ª clase ubicado en la provincia de Leyte, Filipinas. El municipio posee una población estimada de 19.133 habitantes según el censo del año 2010.

## Barangayes
La Paz está subdividido políticamente a su vez en 35 barangayes presentados a continuación:
| - Bagacay East - Bagacay West - Bongtod - Bocawon - Buracan - Caabangan - Cacao - Cagngaran - Calabnian - Calaghusan - Caltayan - Canbañez | - Cogon - Duyog - Gimenarat East - Gimenarat West - Limba - Lubi-lubi - Luneta - Mag-aso - Moroboro - Pansud - Pawa - Piliway | - Población District 1 - Población District 2 - Población District 3 - Población District 4 - Quiong - Rizal - San Victoray - Santa Ana - Santa Elena - Tabang - Tarugan |

- Datos: Q213144

1. ↑  Worldpostalcodes.org, código postal n.º 6508.